# Pedro José Domingo de Guerra
Pour les articles homonymes, voir Guerra.
Pedro José Domingo de Guerra, né à La Paz (Bolivie) le 4 décembre 1809 et mort dans cette ville le 10 septembre 1879, est un homme d'État bolivien qui a été président de la Bolivie  en 1879, pendant la guerre du Pacifique entre le Chili, la Bolivie et le Pérou. 
Son petit-fils, José Gutiérrez Guerra, a également été président de la Bolivie entre 1917 et 1920. 

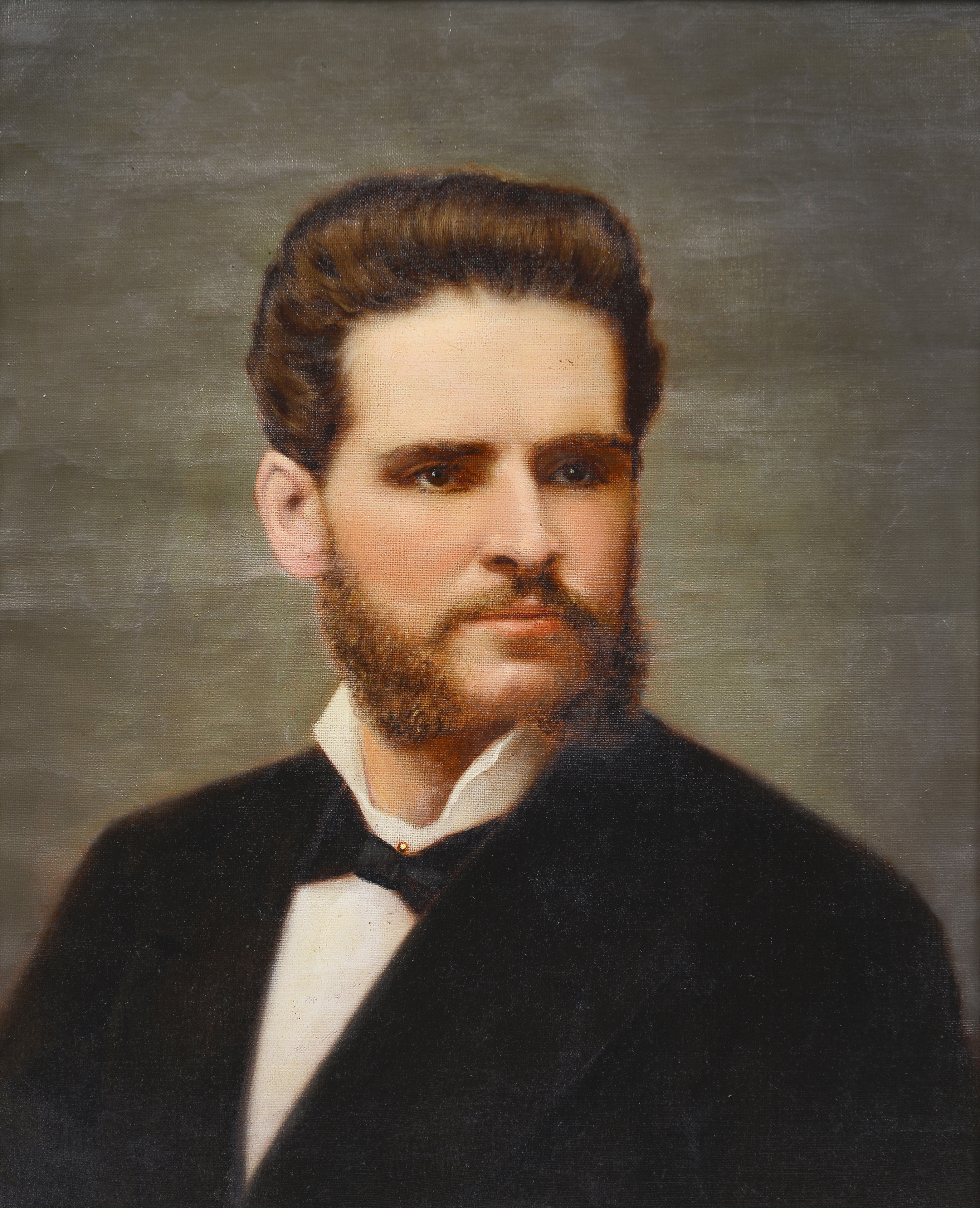
Une peinture à l'huile du président Guerra, vers 1850.

## Biographie
Pedro José Domingo de Guerra a d'abord été juge, puis juge en chef de la Cour suprême. Il a présidé le gouvernement en temps de crise nationale, pendant la période difficile de la guerre du Pacifique entre le Chili et l'alliance Bolivie et Pérou, après le retrait du général Hilarión Daza en 1879 de la présidence pour prendre la barre de l'armée. 